# دوباج (لشت نشا)
دوباج یک روستا در ایران است که در بخش لشت نشا در شهرستان رشت واقع شده‌است. دوباج ۱۱۹ نفر جمعیت دارد.

## جمعیت
این روستا دردهستان علی‌آباد زیباکنار قرار دارد و براساس سرشماری مرکز آمار ایران در سال ۱۳۸۵، جمعیت آن ۱۱۹ نفر (۳۶ خانوار) بوده‌است.